# Andreas Dombrowski
Andreas Dombrowski (Mährisch-Ostrau, 1894. november 30. - ?) az Osztrák–Magyar Monarchia hat légi győzelmet arató ászpilótája volt az első világháborúban.

## Élete
Andreas Dombrowski 1894. november 30-án született Mährisch-Ostrauban (ma Ostrava). 1915 nyarán besorozták a hadseregbe és az alapkiképzés után jelentkezett a Léghajós részleghez. Miután elvégezte a pilótatanfolyamot és 1916. június 17-én kézhez kapta igazolványát, az orosz frontra, a stanislaui bázisú 29. repülőszázadhoz irányították. Június 26-án előléptették tizedessé. 1916. augusztus 17-én megszerezte első légi győzelmét, egy felderítő gép pilótájaként, Franz Sycek megfigyelővel együtt lelőttek egy orosz Voisint. A Bruszilov-offenzíva kifulladása után a századot a román frontra helyezték át. 1917. február 5-én Kománfalva mellett ismét kétüléses felderítőt vezetett, amikor egy ellenséges Nieuport vadászt sikerült földre kényszerítenie. Június 13-án Ónfalva közelében, június 21-én pedig Borşaninál tett harcképtelenné egy-egy újabb Nieuportot. Július 10-én aratta az ászpilótai státuszhoz szükséges ötödik légi győzelmét, amikor Soveja légterében lelőtt egy ismeretlen típusú, "nagyméretű, hárommotoros repülőgépet". 
1918 áprilisában átirányították az olasz frontra, az akkor felállított 68. vadászrepülő-századhoz, amelyet Dombrowski régi ismerőse, Karl Patzelt főhadnagy vezetett. Május 4-én Dombrowski és Patzelt egy hatfős, Albatros D.III vadászokból álló kötelékkel járőrözött és Vidornál egy nagyobb brit vadászcsapattal találkoztak. A tűzharcban Dombrowski kilőtt egy Sopwith Camelt, de maga is súlyos arcsérülést kapott és Pieve di Soligónál kényszerleszállást hajtott végre. A csatában maga Patzelt és egy másik pilóta is odaveszett.   
Felépülése után az 57. távolfelderítő-századhoz került, itt szolgált a háború végéig. Életének további eseményei, halálának időpontja ismeretlenek. 

## Kitüntetései
- Arany Vitézségi Érem
- Ezüst Vitézségi érem I. osztály
- Károly-csapatkereszt
- Harcos Érdemérem (Poroszország)

## Győzelmei
| Sorszám | Dátum               | Egység           | Repülőgép             | Ellenfél       |
| ------- | ------------------- | ---------------- | --------------------- | -------------- |
| 1       | 1916. augusztus 17. | 29. repülőszázad | Hansa-Brandenburg C.I | Voisin         |
| 2       | 1917. február 6.    | 29. repülőszázad | Hansa-Brandenburg C.I | Nieuport Scout |
| 3       | 1917. június 13.    | 29. repülőszázad | Hansa-Brandenburg C.I | Nieuport Scout |
| 4       | 1917. június 21.    | 29. repülőszázad | Hansa-Brandenburg C.I | Nieuport Scout |
| 5       | 1917. július 10.    | 29. repülőszázad | Hansa-Brandenburg C.I | Bombázó        |
| 6       | 1918. május 4.      | 68. vadászszázad | Albatros D.III        | Sopwith Camel  |